# Pettelaar
Het landgoed Pettelaar, met aansluitend Dooibroek is een natuurterrein van 49 ha dat eigendom is van de Stichting Brabants Landschap. Het gebied bevindt zich ten zuiden van de kom van 's-Hertogenbosch nabij de Zuiderplas, maar aan de zuidzijde van de A2.
Het landgoed kent een afwisselende bodemopbouw, met donken zoals Patersberg en Vossenberg, rivierduinen en lagere zand- en veengronden. De laatste zijn verkaveld in smalle percelen en de perceelsgrenzen zijn beplant met populieren, terwijl op de donken naaldhout, robinia en Amerikaanse eik is aangeplant. De bossen zijn verbonden door lanen die beplant zijn met suikeresdoorn en zomereik.

## Geschiedenis
Het gebied werd voor het eerst vermeld in de 15e eeuw. Daarin is sprake van de kloosterhoeven Patersberg en Mariaweide. Omstreeks 1625 werd veel zand uit het gebied afgegraven ter ophoging van de binnenstad van 's-Hertogenbosch. Vanaf 1748 werd het gebied als landgoed ingericht. Er werden lanen aangelegd en het bij Haanwijk gelegen Sterrenbos.
In 1860 werd het landgoed gekocht door de familie De Gruyter en in 1920 werd er een villa gebouwd, vermoedelijk op de restanten van het 18e-eeuwse landhuis. Bij de villa, die dienstdeed als zomerverblijf, lag een moestuin en een walnootboomgaard. Het bezit, dat nog steeds bekendstaat als het "Bos van De Gruyter", werd in 1995 verkocht aan de Stichting Brabants Landschap.